# Geißbock Hennes

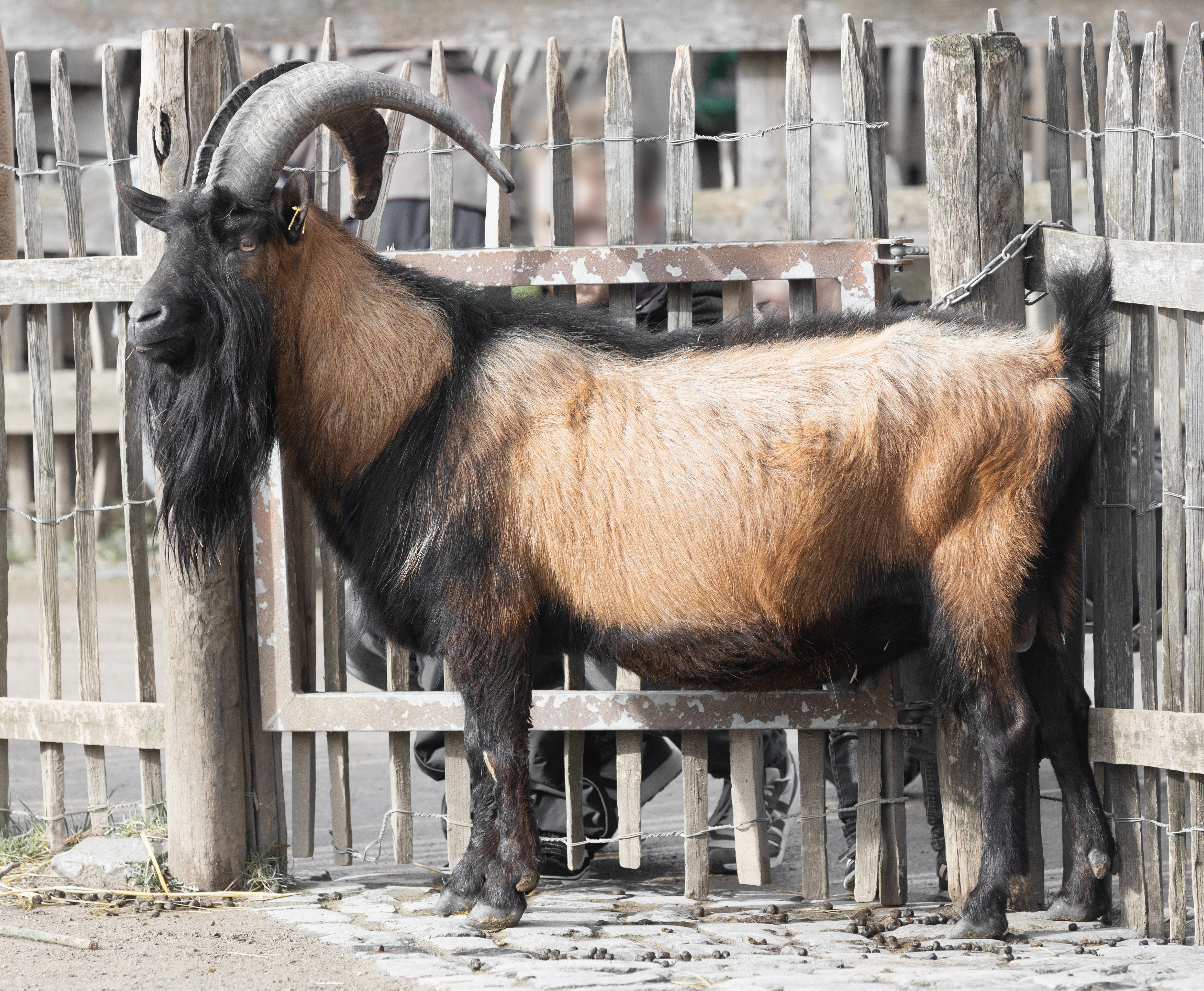
Hennes IX. (2023)

Der Geißbock Hennes ist das Maskottchen des Fußballvereins 1. FC Köln. Hennes ist das traditionsreichste und neben dem Steinadler Attila von Eintracht Frankfurt das einzige lebende Maskottchen im deutschen Profifußball.

## Entstehung
Am 13. Februar 1950, exakt zwei Jahre nach der Vereinsgründung, überreichte die Zirkusdirektorin Carola Williams bei einer in ihrem Winterquartier Williamsbau stattfindenden Karnevalssitzung dem Verein einen jungen Geißbock mit dem Zusatz, dass es dem 1. FC Köln noch an einem Glücksbringer fehle. Das Geschenk wurde angenommen und das Tier nach dem Spielertrainer Hennes Weisweiler „Hennes“ getauft. Die vielfach kolportierte Anekdote, Weisweiler sei bei der Übergabe von dem kleinen Bock angepinkelt worden, soll indes nicht der Wahrheit entsprechen.
Innerhalb einiger Jahre wurde der Geißbock, der bei den Heimspielen des 1. FC Köln immer dabei war, zum festen Identifikationsobjekt des Vereins. Die Mannschaft erhielt den Spitznamen „Die Geißböcke“ und der Geißbock wurde schließlich in das Vereinswappen aufgenommen.

## Weitere Entwicklung
1959 wurde das Tier auf einem Bauernhof im Kölner Stadtteil Müngersdorf untergebracht. Mit dem Bau der neuen Vereinsanlagen am Decksteiner Weiher im Stadtteil Sülz zog Hennes in einen Schuppen am neuen „Geißbockheim“ ein. Gründungspräsident Franz Kremer ließ sich am Spielfeldrand oft höchstpersönlich mit dem Geißbock an der Leine sehen.
Beim Tod des ersten Geißbocks 1966 stellte sich die Frage nach der Fortführung der Tradition. Hennes Weisweiler hatte den Verein mittlerweile verlassen und trainierte die Konkurrenz. Nach Versuchen mit „Oscar“ und „Heinzchen“ kehrte man schnell zum alten Namen „Hennes“ zurück, versehen mit dem Zusatz „der Zweite“, wie es in Köln auch bei Karnevalsprinzen üblich ist. Die Geißböcke des 1. FC Köln werden nicht gesondert gezüchtet und sind nicht miteinander verwandt. Stirbt ein Geißbock, wird ein neuer ausgewählt.
Aufsehen erregte der Tod Hennes’ II., der 1970 eines Morgens leblos in seinem Stall aufgefunden wurde. Todesursache war nach Angaben des damaligen Betreuers ein ins Gehege eingedrungener Schäferhund. Unter den Fans des 1. FC Köln halten sich bis heute „Mordgerüchte“, etwa Tod durch Vergiftung durch Fans von Borussia Mönchengladbach. Der Verein beschloss, das Tier für das Vereinsheim ausstopfen zu lassen, wo es seitdem zu sehen ist. Aus Furcht vor weiteren derartigen Vorfällen wurde der Geißbock bei Bauer Wilhelm Schäfer auf dessen Hof im Stadtteil Widdersdorf untergebracht. Seitdem ist das Tier nur noch zu Heimspielen und besonderen Anlässen beim Verein zu sehen. Hennes IV. wurde nach dem Gewinn des Doubles in der Saison 1977/78 in einem Fahrzeug des Autokorsos mitgeführt. Nach dem Tod des langjährigen Züchters und Betreuers der Kölner Geißböcke, Wilhelm Schäfer, am 11. Juni 2006 führte Schäfers Frau mit Hilfe von Ingo Reipka dieses Amt weiter.
Am 28. Mai 2008 wurde bekanntgegeben, dass Hennes VII. aus gesundheitlichen Gründen (Arthrose) nicht mehr bei Spielen des 1. FC Köln zugegen sein könne. Damit endete seine 1996 begonnene Amtszeit. Hennes VII. wurde am 13. März 2009 aufgrund seiner fortgeschrittenen Krankheit eingeschläfert und ausgestopft. Sein Nachfolger Hennes VIII. wurde von den Vereinsmitgliedern auf der Homepage des 1. FC Köln per Online-Abstimmung aus vier Kandidaten gewählt. Dabei setzte sich „Bock ohne Namen“ aus dem Bergisch Gladbacher Stadtteil Romaney mit knapp 70 Prozent der rund 8000 abgegebenen Stimmen durch und wurde am 24. Juli 2008 offiziell vorgestellt.
Seit August 2014 lebt der jeweilige Hennes im Kölner Zoo. Er ist dort in einer einem bergischen Bauernhof nachempfundenen Anlage untergebracht.
Bei Europa-League-Spielen durfte er 2017 aufgrund von UEFA-Bestimmungen während des Spieles nicht wie üblich in der Nähe der Spielerbank stehen. Im Dezember 2017 wurde für Hennes scherzhafterweise eine Spielberechtigung beantragt, weil der Verein aufgrund von verletzten Spielern an Personalmangel litt.
Altersbedingt wurde Hennes VIII. zu Beginn der Saison 2019/20 nach elf Jahren in den Ruhestand versetzt und lebte in seinem Gehege, bis er am 20. April 2021 aus krankheitsbedingten Gründen eingeschläfert wurde. Ebenfalls mit Beginn der Saison 2019/20 bestimmte der Vorstand des Vereins intern mit Hennes IX. einen Nachfolger. Eine Online-Abstimmung fand aufgrund komplizierter Gesundheitsbestimmungen bei der Auswahl des Geißbocks nicht statt. Das neue Tier gehört zur Rasse der Bunten Deutschen Edelziegen und entspricht optisch wieder mehr den Maskottchen aus den 1950er-Jahren.

## Hennes als Medienfigur und Werbeträger
Die in den letzten Jahrzehnten kontinuierlich steigende Kommerzialisierung des Fußballgeschäfts hat auch die Maskottchen der Vereine erfasst. Früher nur Glücksbringer, wurde Hennes zum Fixpunkt der Marketingstrategie des Vereins. Es gibt zahllose Fanartikel, die ihn darstellen, ihn in stilisierter Form abbilden oder Bezug auf ihn bzw. seinen Namen nehmen. Der Medienrummel um Hennes hat zugenommen, und die Marketingkampagnen des 1. FC Köln benutzten ihn vor allem in den Jahren nach 2000 als Blickfang. Hennes VII. war Hauptdarsteller einiger Kino-Werbespots des Vereins. Der Verein hat im Oktober 2006 die Marketingstrategie und das Corporate Design grundlegend geändert, so dass Hennes hier – anders als im Fanartikelbereich – keine herausgehobene Rolle mehr spielt. Von Hennes gab es eine limitierte Zahl von Stofftieren der Marke Steiff.
Zudem stellte Hennes VII. ein Mordopfer in der Sat.1-Krimiserie SK Kölsch dar. Ebenso wirkte er bei Sat. 1 in einer Folge von Pastewka mit, in der er von Bastian Pastewka mit dem Auto totgefahren wurde.
Als Ende der 1990er Jahre immer mehr Fußballklubs Maskottchen in Form von als Tiere kostümierten Menschen einführten, schickte auch der 1. FC Köln zusätzlich zu Hennes einen Mitarbeiter im Geißbock-Kostüm an den Spielfeldrand. Dieser wurde aber von vielen Fans nicht akzeptiert und gelegentlich sogar mit Gegenständen beworfen. Nach einigen Jahren wurde er zurückgezogen und tritt seitdem nur noch im Rahmen des FC-Kids-Club, dem FC-Fanclub für Kinder, auf.
Der Verein ließ 2003, unterstützt von einem Sponsor, eine Webcam vor Hennes’ Stall installieren, sodass man den Geißbock, zumindest theoretisch, stets beobachten konnte. Ihr Betrieb wurde nach einigen Jahren eingestellt. Seit 2015 kann Hennes’ Gehege im Kölner Zoo wieder per Webcam beobachtet werden.
In der Filmkomödie Die Superbullen wird Hennes entführt, und die Polizisten Tommie und Mario (Tom Gerhardt und Hilmi Sözer) sollen ihn wiederfinden.

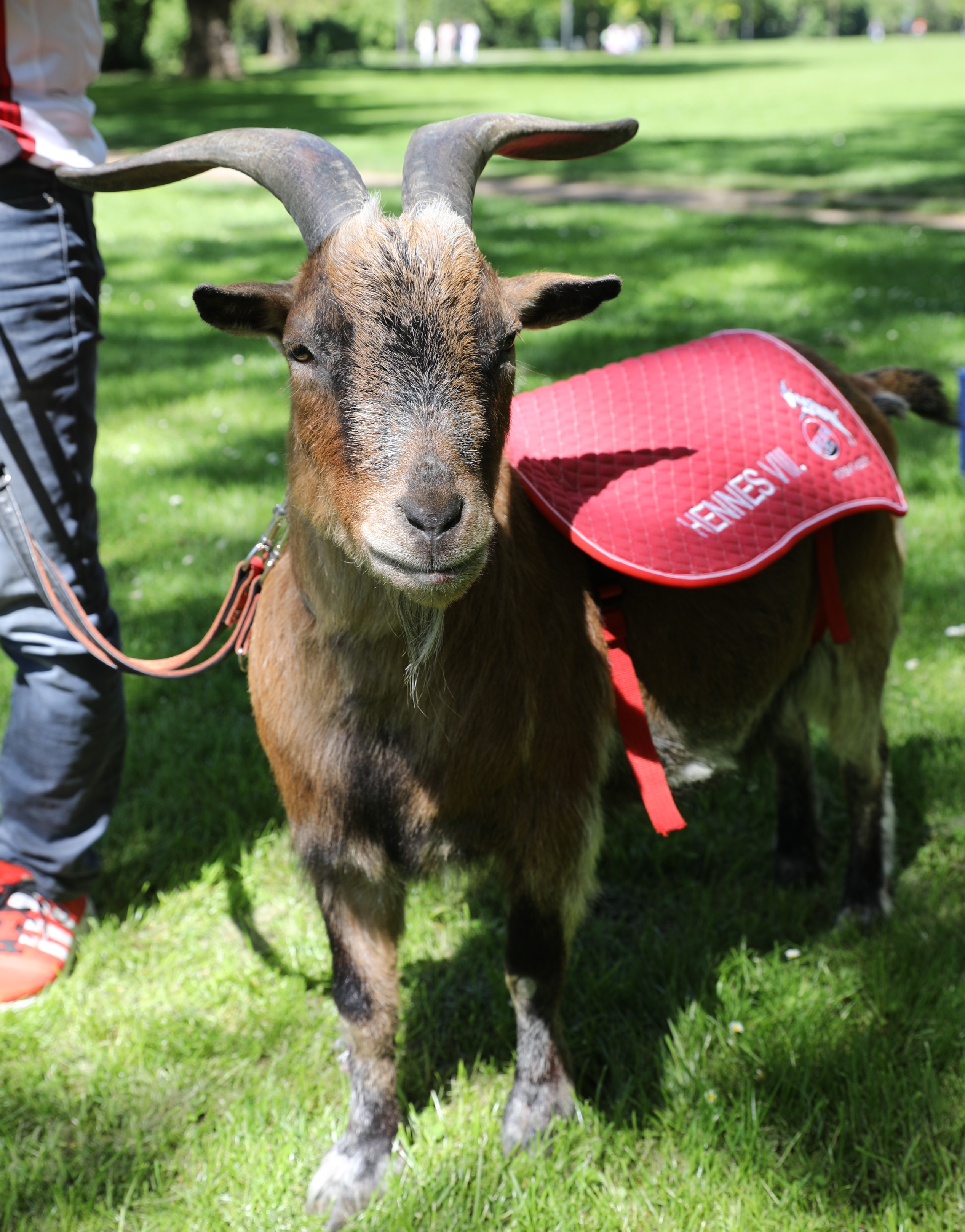
Hennes VIII. (2018)
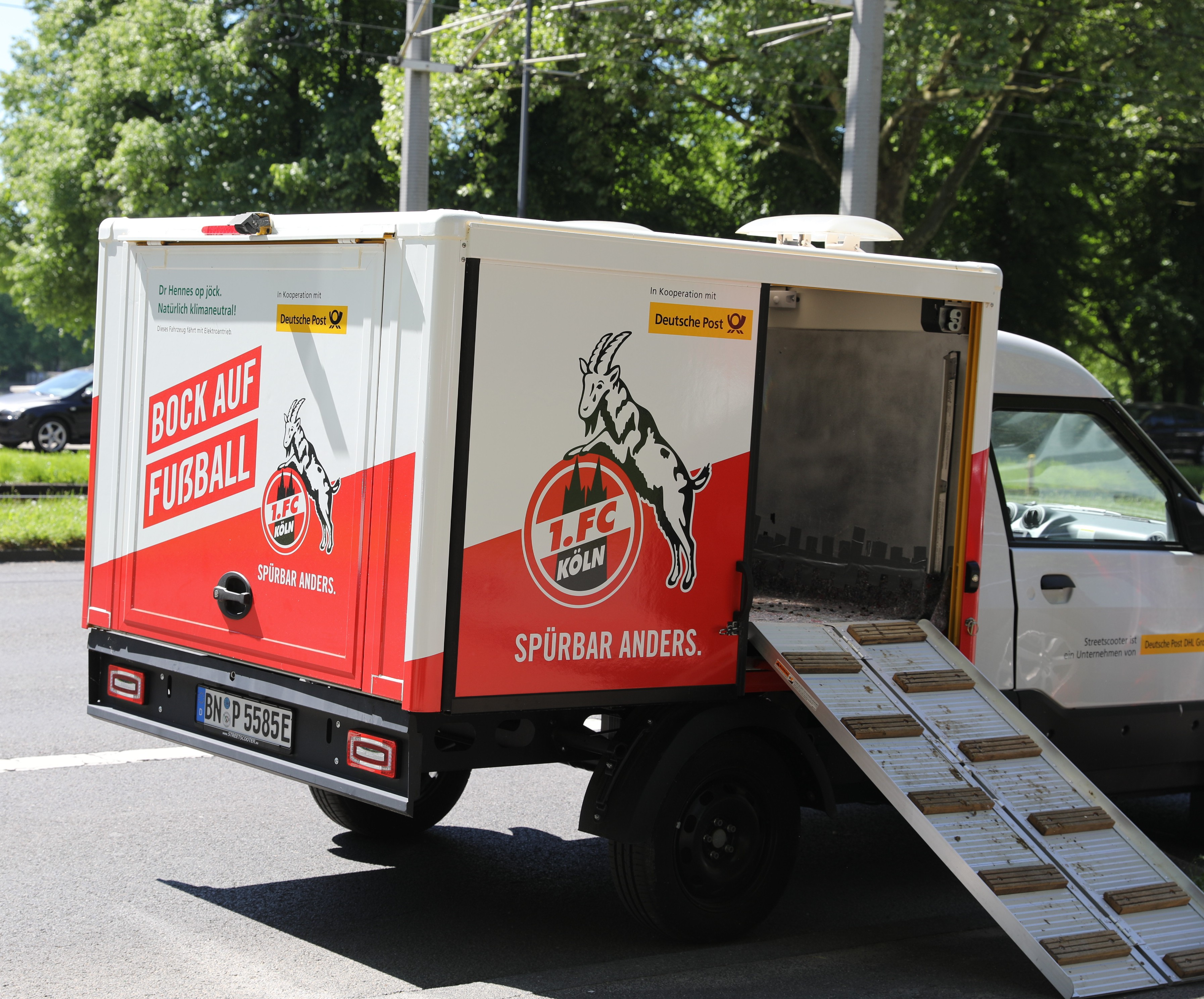
Elektrogetriebenes Hennes-Mobil (2018)
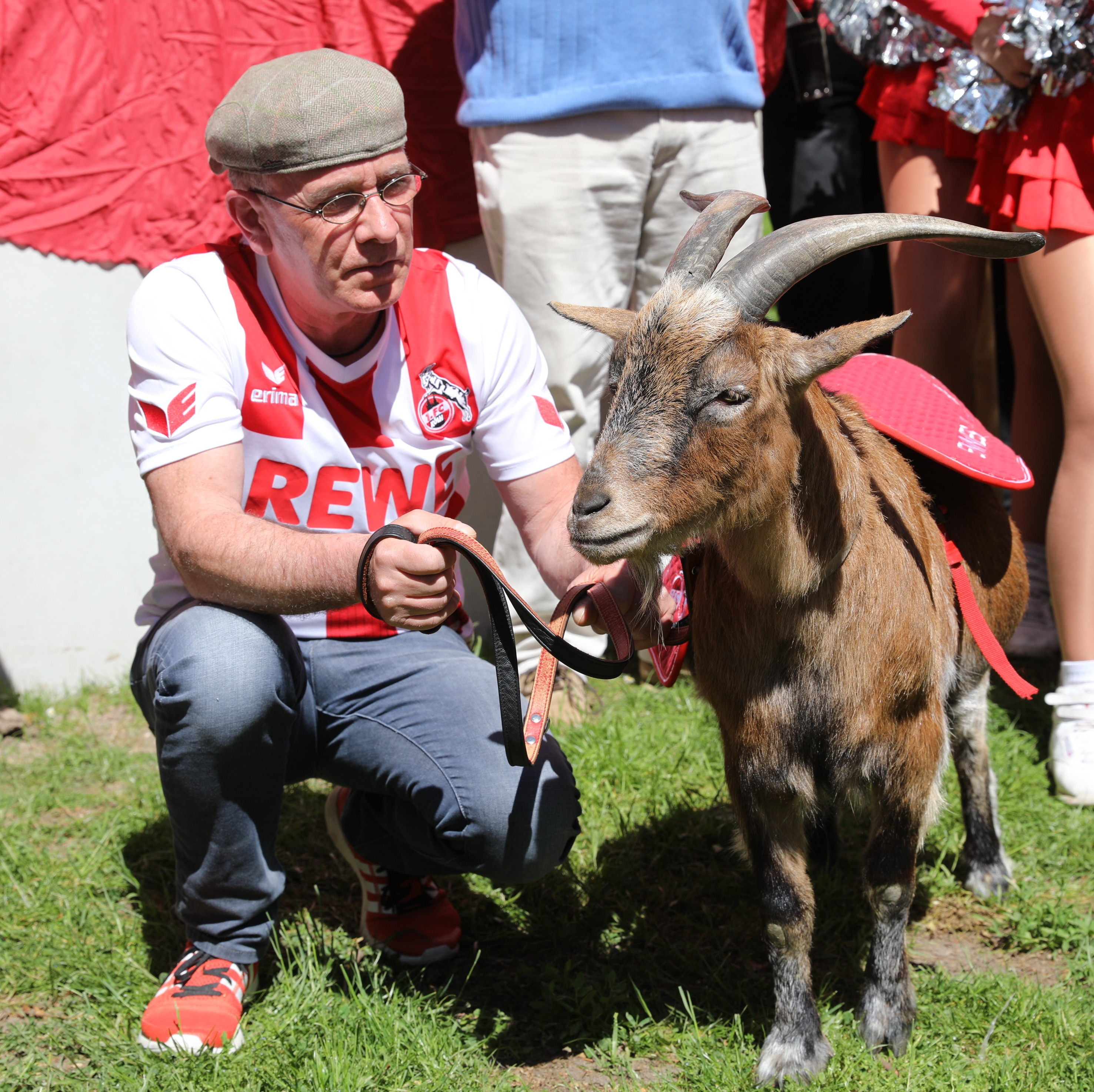
Hennes VIII. mit seinem Betreuer Ingo Reipka
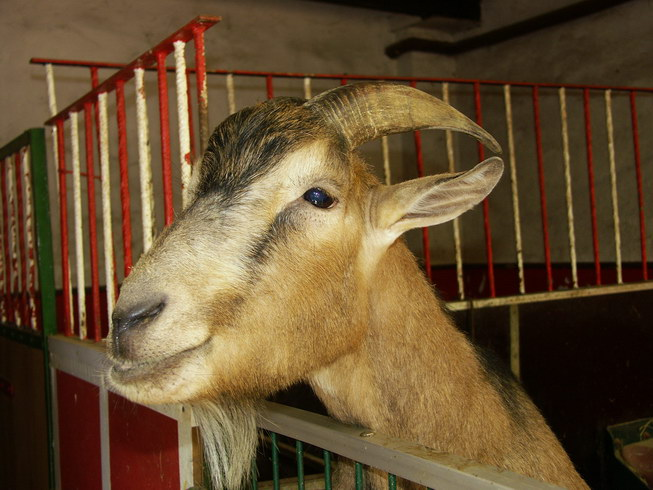
Geißbock Hennes VII. (2005)

## Daten

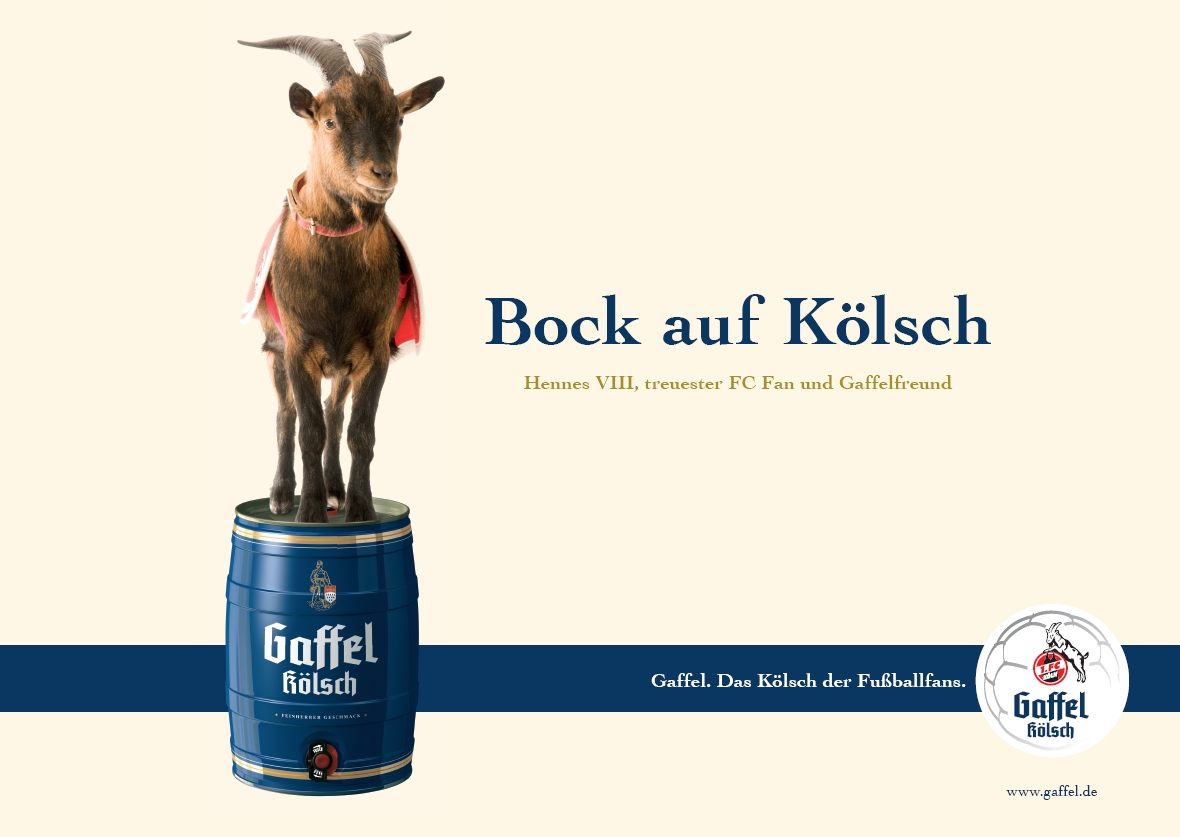
Geißbock Hennes VIII.
als Werbefigur für Gaffel-Kölsch

### Amtszeiten
- 1950–1966: Hennes I.
- 1966–1970: Hennes II.
- 1970–1975: Hennes III.
- 1975–1982: Hennes IV.
- 1982–1989: Hennes V.
- 1989–1996: Hennes VI.
- 1996–2008: Hennes VII.
- 2008–2019: Hennes VIII.
- seit August 2019: Hennes IX.[13]

### Unterbringung und Betreuung
- 1950–1959 bei Wilhelm Siepen, Marsiliusstr., Köln
- 1959–1966 bei Peter Filz, Köln-Müngersdorf
- 1966–1970 am Geißbockheim, Betreuer: Günter Neumann
- 1970–2014: Hof Schäfer, Köln-Widdersdorf, Betreuer: Wilhelm Schäfer (bis 2006) Hildegard Schäfer und Ingo Reipka[14] (2006 bis 2014)
- seit 2014: Tiergehege „Clemenshof“ im Kölner Zoo